# Quentin Willson
Quentin Willson (ur. 23 lipca 1957) – brytyjski dziennikarz, prezenter telewizyjny i ekspert motoryzacyjny. Najbardziej znany z bycia jednym z prezenterów Britain's Worst Driver (w Polsce emitowane w TVN Turbo pod nazwą Wyspiarze za kółkiem), Fifth Gear, oraz pierwszej edycji Top Gear. Mieszka w Warwickshire z żoną i trójką dzieci.